# Парадокс маляра

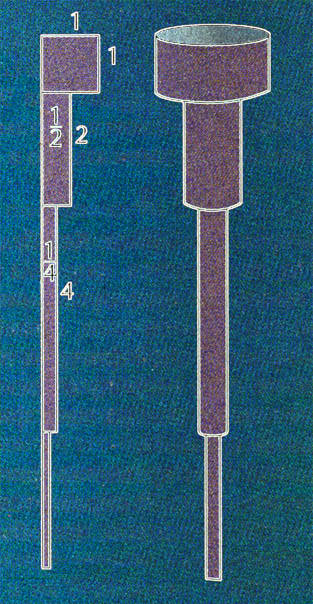
Нескінченна пластинка та фігура, утворена її обертанням

Парадокс ма́ляра (ріг Габрієля, труба Торрічеллі) — математичний парадокс, який стверджує, що фігуру з нескінченною площею поверхні можна зафарбувати скінченною кількістю фарби.
Розглянемо нескінченну ступінчату пластинку, що складається з прямокутників: перший із них — квадрат зі стороною 1 см, другий має розміри 0,5 x 2 см, а кожен наступний вдвічі вужчий та вдвічі довший від попереднього. Площа кожного прямокутника дорівнює 1 см², а загальна площа пластинки нескінченна.
Щоб зафарбувати її повністю, необхідна, здавалося б, нескінченна кількість фарби. Розглянемо тіло, що отримується при обертанні пластинки навколо її прямого нескінченного краю. Посудина складається з циліндрів. Висота k-го циліндра дорівнює 2к-1 см, радіус — 21-k см, тобто його об'єм дорівнює 21-k{\displaystyle \pi } см³. Таким чином об'єми циліндрів утворюють спадну геометричну прогресію, їхня сума скінченна та дорівнює 2{\displaystyle \pi } см³.
Заповнимо вказану посудину фарбою (скінченною кількістю). Опустимо у неї нескінченну пластинку та виймемо; вона буде зафарбованою скінченною кількістю фарби з обох сторін.
Спростування: парадокс базується на відмінності математичного та повсякденного сприйняття предметів. Математичне тіло скінченного об'єму справді може мати нескінченну площу поверхні. В фізичному ж світі мінімальна товщина тіла задається розмірами атомів. Нехай «пофарбовано» означає «покрити шаром фарби не менш ніж а г/м2». Тобто, для фарбування згаданого тіла потрібно нескінченна маса фарби, а в циліндри увійде тільки скінченна кількість. В даному прикладі, фарба просто не затече в нижні надто вузькі циліндри.